# Aragóniai Johanna empúriesi grófné
Aragóniai Johanna (Barcelona, 1344. november 7. – Castelló d'Empúries, 1385), katalánul: Joana d'Aragó, spanyolul: Juana de Aragón, a születése jogán aragón királyi hercegnő (infánsnő), a házassága révén empúriesi grófné. A Barcelonai-ház aragón királyi főágának a tagja.

## Élete
Édesapja IV. (Szertartásos) Péter aragón király, IV. (Jó) Alfonz aragón királynak és első feleségének, Entençai Teréznek a legidősebb fia. Édesanyja Évreux Mária navarrai hercegnő (később Navarrai Mária aragóniai királyné), III. Fülöp navarrai király és II. Johanna navarrai királynő legidősebb leánya. Johanna volt szülei másodszülött gyermeke, nővére Konstancia szicíliai királyné (I. Mária szicíliai királynő anyja), húga Mária kisgyermekkorában a pestis áldozata lett. Öccse, Péter herceg 1347. április 28-án született, de még ugyanaznap meg is halt, mely az édesanyja életébe is került. 
Johanna 1373. június 19-én kötött házasságot I. János empúriesi gróffal, akinek a második felesége lett. A gróf első felesége Blanka szicíliai királyi hercegnő, II. Péter szicíliai király és Görzi Erzsébet karintiai hercegnő lánya volt, aki Johanna mostohaanyjának, Szicíliai Eleonóra aragón királynénak volt a testvére. Johanna 1385-ben hunyt el, férje tizenhárom évvel élte túl. Johannát a Poblet-kolostorban temették el.

## Gyermekei
- I. (Aragóniai) János (1338–1398) aragón infánstól, Empúries grófjától, 2 fiú: 
  - János (1375–1401), apjától megörökölte a grófi címet, felesége Cardonai Elfa grófnő, Muri Jolán Lujza lunai grófné anyja, nem születtek gyermekei
  - Péter (1375 után–1401/02), testvérétől örökölte meg a grófi címet, de hamarosan ő is elhalálozott, felesége Juana de Rocabertí, Verges bárónője, nem születtek gyermekei